# Parroquia de Saint Ann
La Parroquia de Saint Ann (en inglés: Saint Ann Parish) es una de las catorce parroquias que forman la organización territorial de Jamaica, localizada dentro del condado de Middlesex.

## Demografía
La superficie de esta división administrativa abarca una extensión de territorio de unos 1.213 kilómetros cuadrados. La población de esta parroquia se encuentra compuesta por un total de ciento setenta mil personas (según las cifras que arrojaron el censo llevado a cabo en el año 2001). Mientras que su densidad poblacional es de unos ciento cuarenta habitantes por cada kilómetro cuadrado aproximadamente.

## Geografía
La elevación más alta de la parroquia se encuentra en las montañas de Puerto Seco a 762 metros sobre el nivel del mar. Debido a su formación de piedra caliza, la parroquia se caracteriza por sus 59 cuevas y sumideros numerosos. El Lago Moneague, que varía considerablemente en tamaño, es uno de los pocos grandes lagos intermitentes en la isla. El límite entre esta parroquia y la de Saint Mary está formada por el río Blanco, que fluye el 27,4 kilómetros. Otros ríos, como el Río Dunn, aparece de forma intermitente, pasando a pocos kilómetros de la costa.